# Brasil Animado
Brasil Animado és una pel·lícula d'animació brasilera dirigida per Mariana Caltabiano i distribuïda per Imagem Filmes. Es va estrenar al Brasil el 21 de gener de 2011.
Aquesta és la primera pel·lícula brasilera produïda completament amb tecnologia 3D.

## Argument
La pel·lícula explica la història de dos gossos que viatgen i visiten atraccions turístiques al Brasil.

## Repartiment
- Eduardo Jardim: Relax / Stress
- Fernando Meirelles
- Daiane dos Santos
- Ariel Wollinger
- Mariana Caltabiano

## Premis i nominacions
| Any  | Premi                            | Categoria         | Nominat(s)     | Resultat  | Ref.  |
| ---- | -------------------------------- | ----------------- | -------------- | --------- | ----- |
| 2012 | Gran Premi del Cinema del Brasil | Menció Honorífica | Brasil Animado | Guanyador | [ 3 ] |